# 陸振芬
陸振芬，字令遠、敬粹，南直隸松江府華亭縣（今上海市松江縣）人，清朝政治人物。

## 生平
順治六年（1649年），登進士，授廣東布政使司參議，兼按察使司僉事、分巡嶺東道，后任廣東惠潮道副使，隨軍南征南雄。順治七年，攻克韶州。順治八年，大軍抵達潮州，其檢制土官，招集流亡。順治十年，用計誅殺叛將郝尚久。后借病歸鄉，家居四十年去世。有子陸祖彬。

## 延伸阅读
[在维基数据编辑]
 《清史稿/卷247》，出自趙爾巽《清史稿》